# الشؤون الصحية للحرس الوطني
الشؤون الصحية للحرس الوطني هي مجمع طبي في المملكة العربية السعودية تابع لوزارة الحرس الوطني السعودية، يتكون من مدن طبية منتشرة في العديد من مناطق المملكة العربية السعودية (الرياض، جدة، الأحساء، الدمام، المدينة المنورة).

## مدينة الملك عبد العزيز الطبية بالرياض

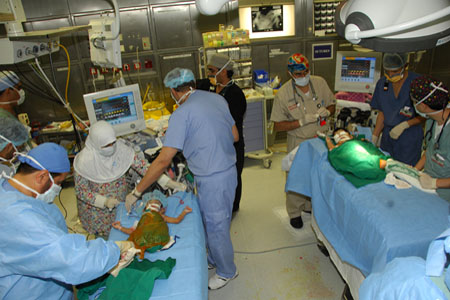
توأمان سعوديان يتلقيان الرعاية في مدينة الملك عبد العزيز الطبية.

تعد مدينة الملك عبد العزيز الطبية للحرس الوطني في الرياض أكبر مدينة طبية تابعة للشؤون الصحية للحرس الوطني. كانت المدينة الطبية أول مركز طبي في العالم يحقق معدل نجاح بنسبة 100٪ في عمليات فصل التوائم الملتصقة.

## مدينة الملك عبد العزيز الطبية بجدة
مدينة الملك عبد العزيز الطبية هي مدينة طبية حكومية سعودية تابعة للشؤون الصحية بالحرس الوطنى، وتقع في مدينة جدة، وتتكون من عدة مستشفيات ومراكز طبية متخصصة، وتبلغ سعتها السريرية 751 سرير. افتتحت في ديسمبر من عام 1982م (1402 هـ)، وتقدم المدينة خدمات رعاية طبية على أحدث مستوى للمواطنين السعوديين في المنطقة الغربية، وتشمل هذه الخدمات جميع أوجه الرعاية والعلاج للمرضى، إضافة للقيام بزيادة الوعي بين أفراد المجتمع تجاه الوقاية من الأمراض.
كان يعرف باسم مستشفى الملك خالد للحرس الوطني عند الافتتاح وبعد أضافة عدة توسعات ومشاريع طبية تطويرية ومراكز تخصصية غير اسمه الي مدينة الملك عبد العزيز الطبية واصبح مستشفى الملك خالد للحرس الوطني جزء من المدينة الطبية.

## مستشفى الإمام عبد الرحمن آل فيصل للحرس الوطني بالدمام
تم افتتاح مستشفى الإمام عبدالرحمن آل فيصل للحرس الوطني في عام 2002 بالدمام. وهو مستشفى تابع لمدينة الملك عبد العزيز الطبية، افتتحه الملك عبد الله بن عبد العزيز آل سعود. وحصل المستشفى على شهادة الاعتراف الدولية JCIA مما وضع المستشفى في مقدمة مُستشفيات المنطقة الشرقية.

## روابط خارجية
- وزارة الحرس الوطني - الشؤون الصحية، الموقع الرسمي لوزارة الحرس الوطني - الشؤون الصحية.
- التوائم الملتصقة، الموقع الرسمي السعودي للتوائم الملتصقة.